# Ázsiai pettyeslile
Az ázsiai pettyeslile (Pluvialis fulva)  a madarak osztályának lilealakúak (Charadriiformes) rendjébe, ezen belül a lilefélék (Charadriidae) családjába tartozó faj.

## Rendszerezése
A fajt Johann Friedrich Gmelin német természettudós írta le 1789-ben, a Charadrius nembe Charadrius fulvus néven.

## Előfordulása
Ázsia északi és Alaszka nyugati  részén fészkel. Telelés és kóborlás közben eljut Ausztráliába, az Amerikai Egyesült Államokba és Európába is. 
Természetes élőhelyei a tundrák, cserjések, mangroveerdők, sós mocsarak, tavak és homokos, kavicsos tengerpartok, valamint szántóföldek.

### A Kárpát-medencei előfordulása
Magyarországon nagyon ritka kóborló, csak két előfordulása ismert.

## Megjelenése
Testhossza 23-26 centiméter, testtömege 100–228 gramm, szárnyfesztávolsága 60–72 centiméter. Nászruhában a hasa, torka és hasalja fekete.
|  |  |

## Életmódja
Főleg rovarokkal, puhatestűekkel, férgekkel és pókokkal táplálkozik, de néha bogyókat, magvakat és leveleket is fogyaszt.

## Szaporodása
A földre egyszerű talajmélyedésébe készíti fészkét. Fészekalja 3-4 tojásból áll, a fiókákat a két szülő közösen neveli fel.
|  |

## Természetvédelmi helyzete
Az elterjedési területe rendkívül nagy, egyedszáma viszont csökken, de még nem éri el a kritikus szintet. A Természetvédelmi Világszövetség Vörös listáján nem fenyegetett fajként szerepel. Magyarországon védett, természetvédelmi értéke 25 000 forint forint.